# SN 2011fa
SN 2011fa – supernowa typu II-P odkryta 25 czerwca 2011 roku w galaktyce A003543+0258. W momencie odkrycia miała maksymalną jasność 20,10m.